# Allium cernuum
Allium cernuum es una especie de planta bulbosa del género Allium, perteneciente a la familia de las amarilidáceas, del orden de las Asparagales. Originaria de América del Norte.

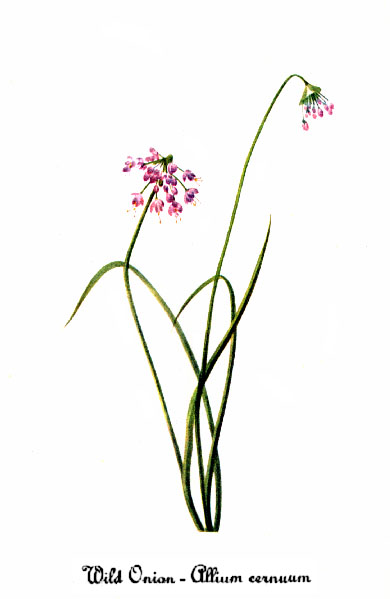
Ilustración

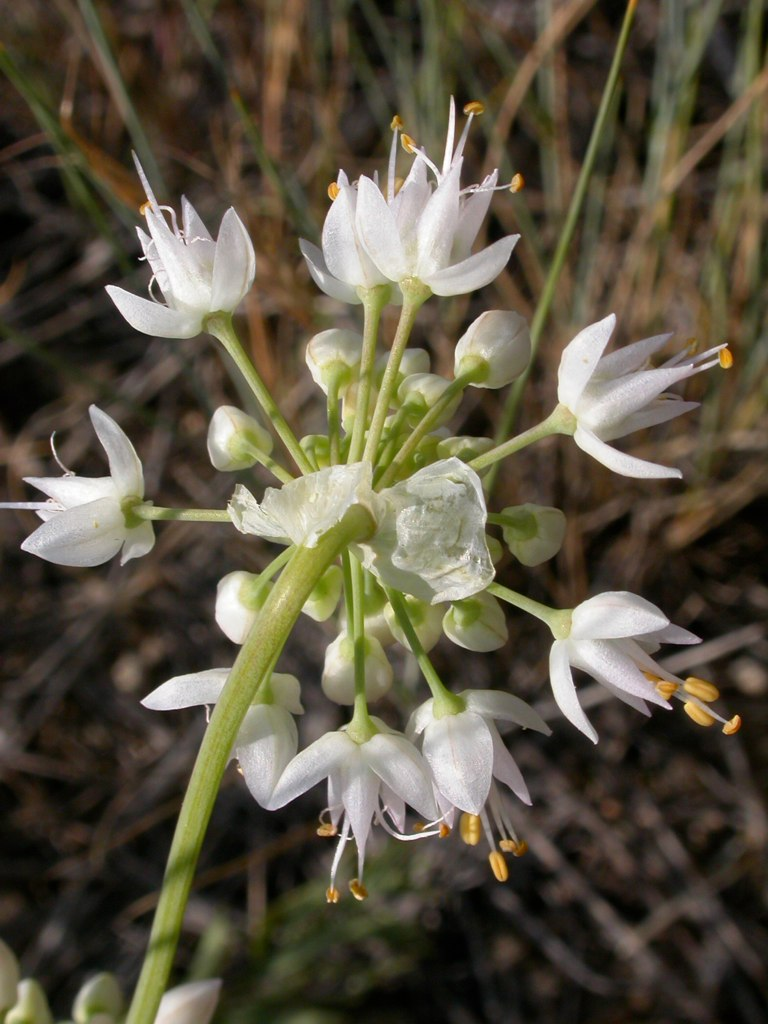
Inflorescencia

## Descripción
Allium cernuum tiene un  delgado bulbo cónico que disminuye gradualmente directamente en varias hojas  de 2-4 mm de ancho. Cada bulbo maduro tiene un tallo floral único, que termina en la cabeza en forma de umbela con flores  de color blanco o rosa.

## Distribución y hábitat
Esta planta crece en los bosques secos, en afloramientos rocosos y praderas. Es nativa de América del Norte desde Nueva York a la Columbia Británica al sur de Virginia y Kentucky. El bulbo es comestible y tiene un sabor fuerte a cebolla.

## Taxonomía
Allium cernuum fue descrita por  Albrecht Wilhelm Roth y publicado en Archiv für die Botanik 1(3): 40, en el año 1798.
Etimología
Allium: nombre genérico muy antiguo. Las plantas de este género eran conocidos tanto por los romanos como por los griegos. Sin embargo, parece que el término tiene un origen celta y significa "quemar", en referencia al fuerte olor acre de la planta. Uno de los primeros en utilizar este nombre para fines botánicos fue el naturalista francés Joseph Pitton de Tournefort (1656-1708).
cernuum: epíteto latino que significa "con cabeza inclinada".
Sinonimia
- Calliprena cernua (Roth) Salisb., Gen. Pl.: 89. 1866.
- Cepa cernua (Roth) Moench, Suppl. Meth.: 80. 1802.
- Gynodon cernuum (Roth) Raf., Fl. Tellur. 2: 18. 1837.
- Allium alatum Schreb. ex Roth, Arch. Bot. (Leipzig) 1(3): 40. 1798.
- Allium allegheniense Small, Fl. S.E. U.S. 1: 263. 1903.
- Allium neomexicanum Rydb., Bull. Torrey Bot. Club 26: 541. 1899.
- Allium nutans Schult. & Schult.f. in J.J.Roemer & J.A.Schultes, Syst. Veg. 7: 1088. 1830), nom. illeg.
- Allium oxyphilum Wherry, J. Wash. Acad. Sci. 15: 370. 1925.
- Allium recurvatum Rydb., Mem. New York Bot. Gard. 1: 94. 1900.
- Allium tricorne Poir. in J.B.A.M.de Lamarck, Encycl., Suppl. 1: 270. 1810.
- Gynodon elliotii Raf., Fl. Tellur. 2: 18. 1837.[3]